# Hyphessobrycon procerus
Hyphessobrycon procerus är en fiskart som beskrevs av Volker Mahnert och Géry, 1987. Hyphessobrycon procerus ingår i släktet Hyphessobrycon och familjen Characidae. Inga underarter finns listade i Catalogue of Life.